# محمد أفضل خان
محمد أفضل خان بن دوست محمد خان أمير أفغانستان من 1865م إلى 1867م .
استولى أفضل خان السلطة من شقيقه شير علي خان بعد ثلاثة سنوات من وفاة والدهم. بعد وفاة أفضل خان تولى الأمارة أخوه محمد عظم خان .